# Rummikub

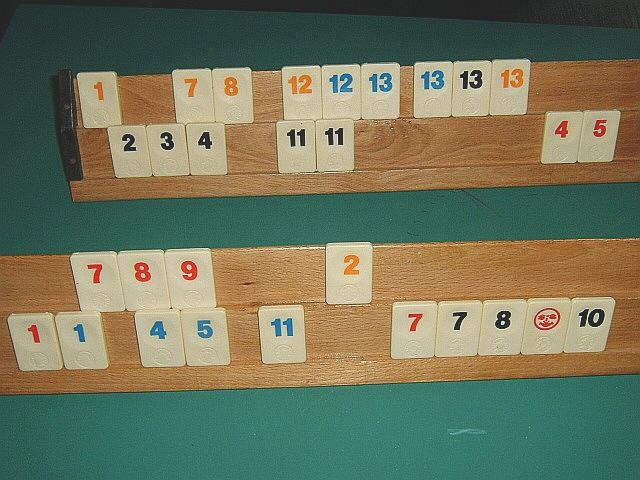
Les fitxes de dos jugadors

El Rummikub és un joc de taula que adapta les regles del remigi de les cartes.
Consta d'un total de 106 fitxes, 104 de les quals estan numerades de l'1 al 13, i 2 comodins. Les fitxes numerades tenen associat un color (hi ha 4 colors diferents).

## Història
Rummikub va ser inventat per Ephraim Hertzano, un jueu nascut a Romania, que va emigrar al Mandat de Palestina els anys quaranta. Els primers models els va fer a mà amb la seva família al pati del darrere de casa seva. Hertzano venia aquests conjunts porta a porta i per remesa a petites botigues. Amb els anys, la família el va llicenciar a altres països i es va convertir en el joc d'exportació més venut de Palestina. El 1977, es va convertir en un joc més venut als Estats Units. El joc es va comercialitzar com "Rummikid" durant part de la dècada de 1970.
L'Hertzano's Official Rummikub Book, publicat el 1978, descriu tres versions diferents del joc: Americana, Sabra i Internacional. Els conjunts moderns de Rummikub inclouen només les regles de la versió de Sabra, sense esmentar les altres, i hi ha variacions en les regles entre els editors. El joc va ser creat per primera vegada per Lemada Light Industries Ltd, fundada per Hertzano el 1978.
Rummikub és similar a diversos jocs de cartes d'Europa central que es juguen amb dues baralles de cartes, incloent el Maquiavel i el Vatikan. El Vatikan es juga amb dues baralles de cartes i un comodí per cada jugador, fent així 106 cartes per a dos jugadors.
A Turquia, el joc es coneix com Okey i és molt jugat per les famílies a les reunions o als cafès locals, normalment acompanyat de te negre turc, cafè turc i de vegades narguile.

## Descripció
Cada jugador (entre dos i quatre) rep catorze fitxes que no ha d'ensenyar a la resta. Les fitxes que no han estat repartides es posen de cap per avall o de manera que no es vegi la seva numeració.
Les fitxes s'han d'intentar lligar formant combinacions. Aquestes combinacions es posen al centre de la taula i són visibles per a tots els jugadors.
Hi ha dos tipus de combinacions: escales i grups. Les escales són agrupacions de com a mínim 3 fitxes del mateix color i numerades consecutivament (però no es pot posar l'1 després del 13). Els grups són agrupacions de com a mínim 3 fitxes de diferent color i mateixa numeració. 
A cada torn, cada jugador ha d'intentar col·locar les seves fitxes sobre la taula, o bé creant combinacions noves o bé modificant les combinacions ja existents, de manera que totes les fitxes que hi ha sobre la taula formin part d'alguna combinació. Els comodins es poden canviar per qualsevol fitxa, i a la vegada poden ser substituïts per la fitxa numerada que estan representant. En cas que el jugador no pugui col·locar cap fitxa, n'ha de robar una de les que estan de cap per avall.
Guanya qui acaba abans les seves fitxes, i passa a acumular tants punts com la suma de les numeracions de les fitxes que han quedat en poder dels altres jugadors (el comodí val 30 punts). La resta de jugadors acumulen tants punts com la suma de les numeracions de les seves fitxes, però en negatiu.